# Snoqualmie Falls (Wasserfall)

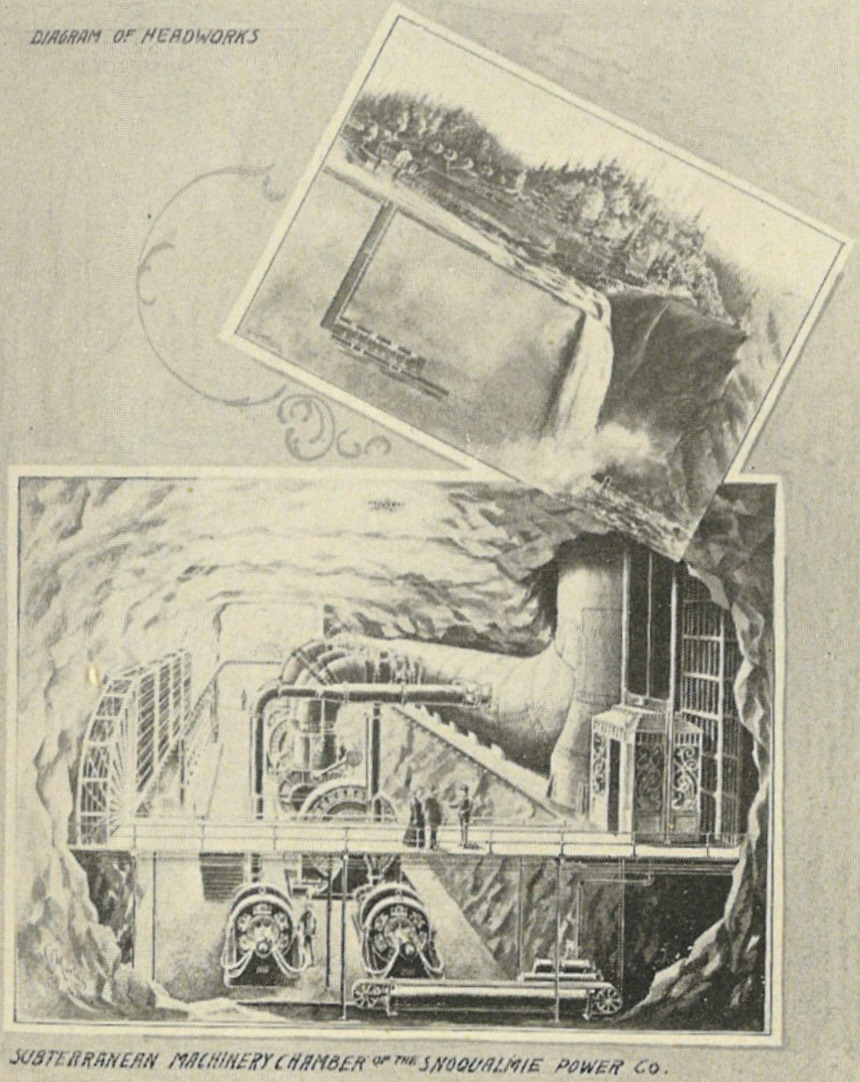
Zeitgenössische Schnittzeichnung des Kavernenkraftwerks

Snoqualmie Falls ist ein Wasserfall des Snoqualmie River zwischen Snoqualmie und Fall City, King County, Washington, Vereinigte Staaten.
Er ist ca. 82 Meter hoch und ca. 30 Meter breit. Er wurde insbesondere als Kulisse in der Fernsehserie Twin Peaks bekannt. Über 1,5 Millionen Personen besuchen den Wasserfall jährlich.
Namensgeber ist das Volk der Snoqualmie People. Diese nutzten ihn als Grabstätte, vor allem war der Wasserfall ihrem Glauben nach der Ort, an dem der Mensch durch den Mond erschaffen wurde. Des Weiteren war er eine Kultstätte, an dem die Gebete mittels der Gischt emporgetragen wurden.
Der Wasserfall ist seit 2009 im National Register of Historic Places gelistet.
Eigentümer ist das Unternehmen Puget Sound Energy, das auch die Kraftwerke betreibt.

## Kraftwerk

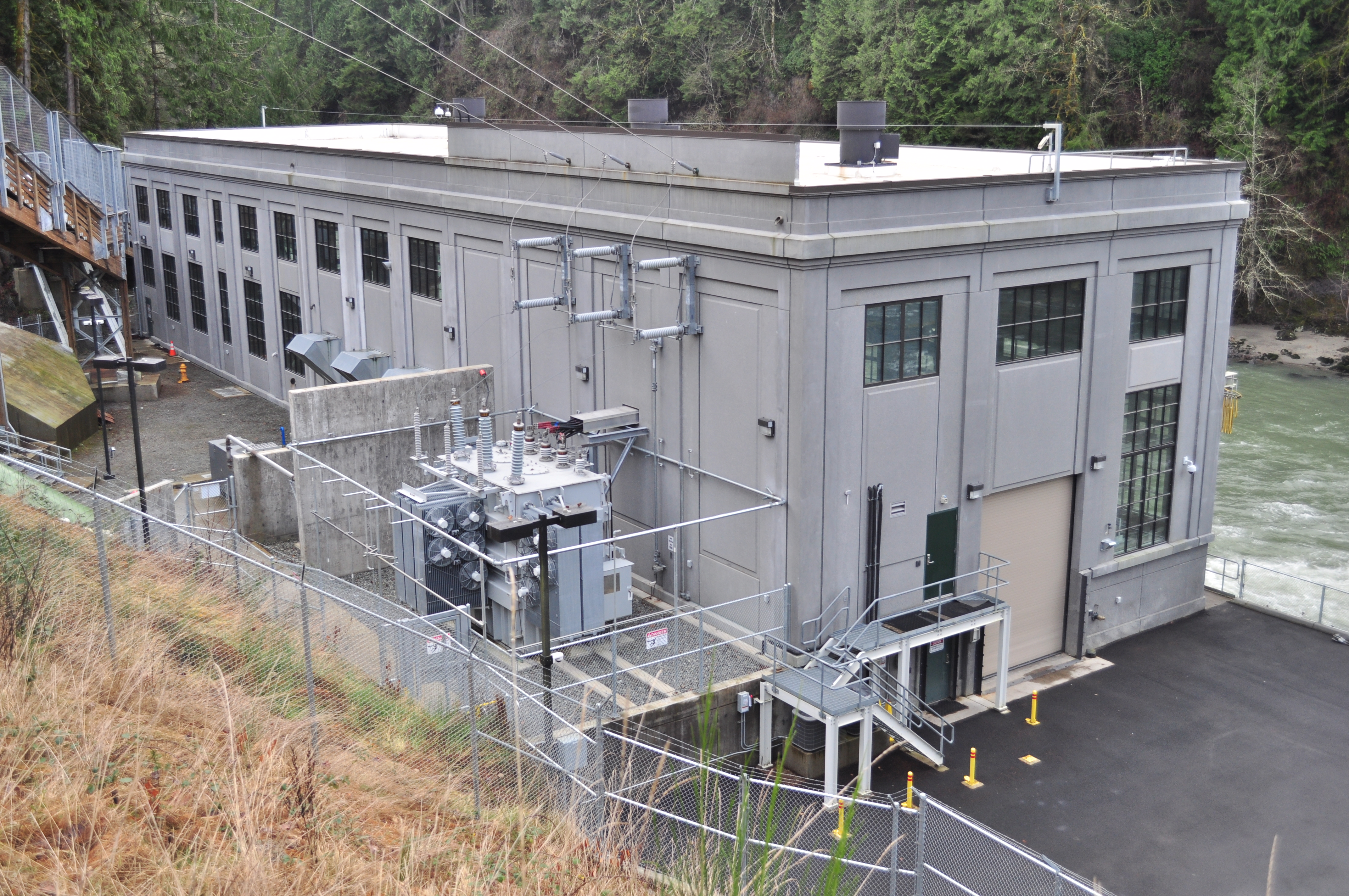
Anlage 2

Das Laufwasserkraftwerk Snoqualmie Falls Hydroelectric Plant besteht aus zwei Anlagen. Anlage 1 ist ein Kavernenkraftwerk und wurde 1899 in Betrieb genommen, es befindet sich 82 Meter unterirdisch und war weltweit das erste dieser Art. Die max. Leistung beträgt 4 × 1,8 Megawatt (Pelton) und 1 × 6,5 Megawatt (Francis). Diese Anlage ist seit 1976 ein Historic Civil Engineering Landmark (Bezeichnung: Snoqualmie Falls Cavity Generating Station).
Anlage 2 wurde 1910 in Betrieb genommen und 1957 erweitert. Diese Anlage generiert folgende Leistung: 1 × 13,7 Megawatt und 1 × 26,5 Megawatt (jeweils Francis).

## Abbildungen

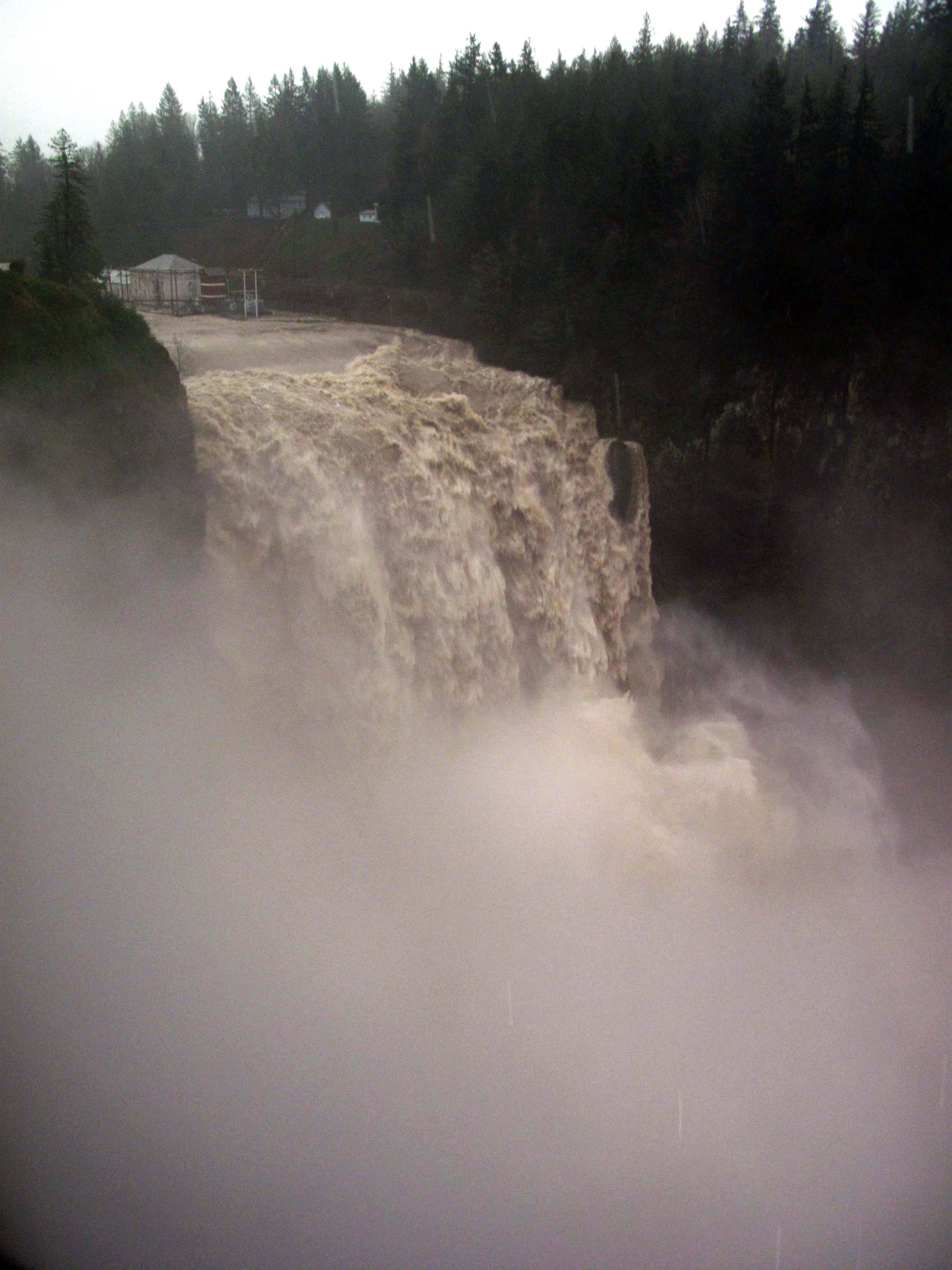
Der Wasserfall bei hohem Wasserstand
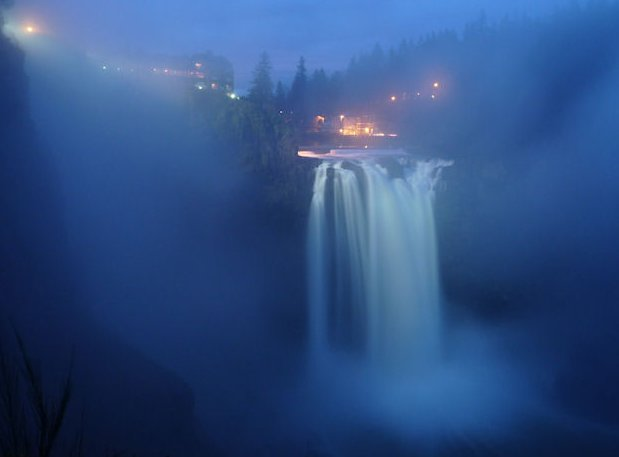
Der Wasserfall im Nebel
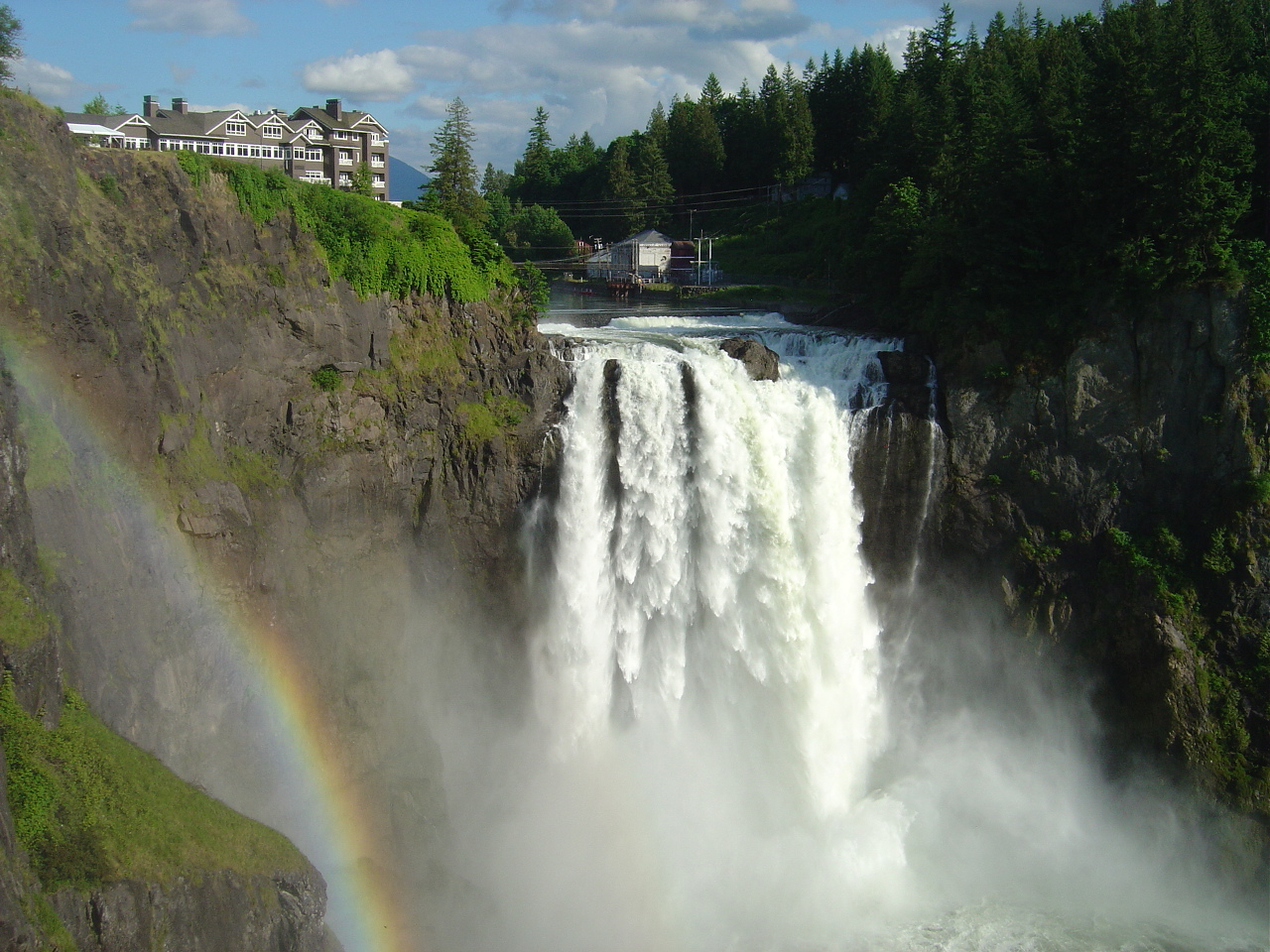
Sicht vom Pavillon
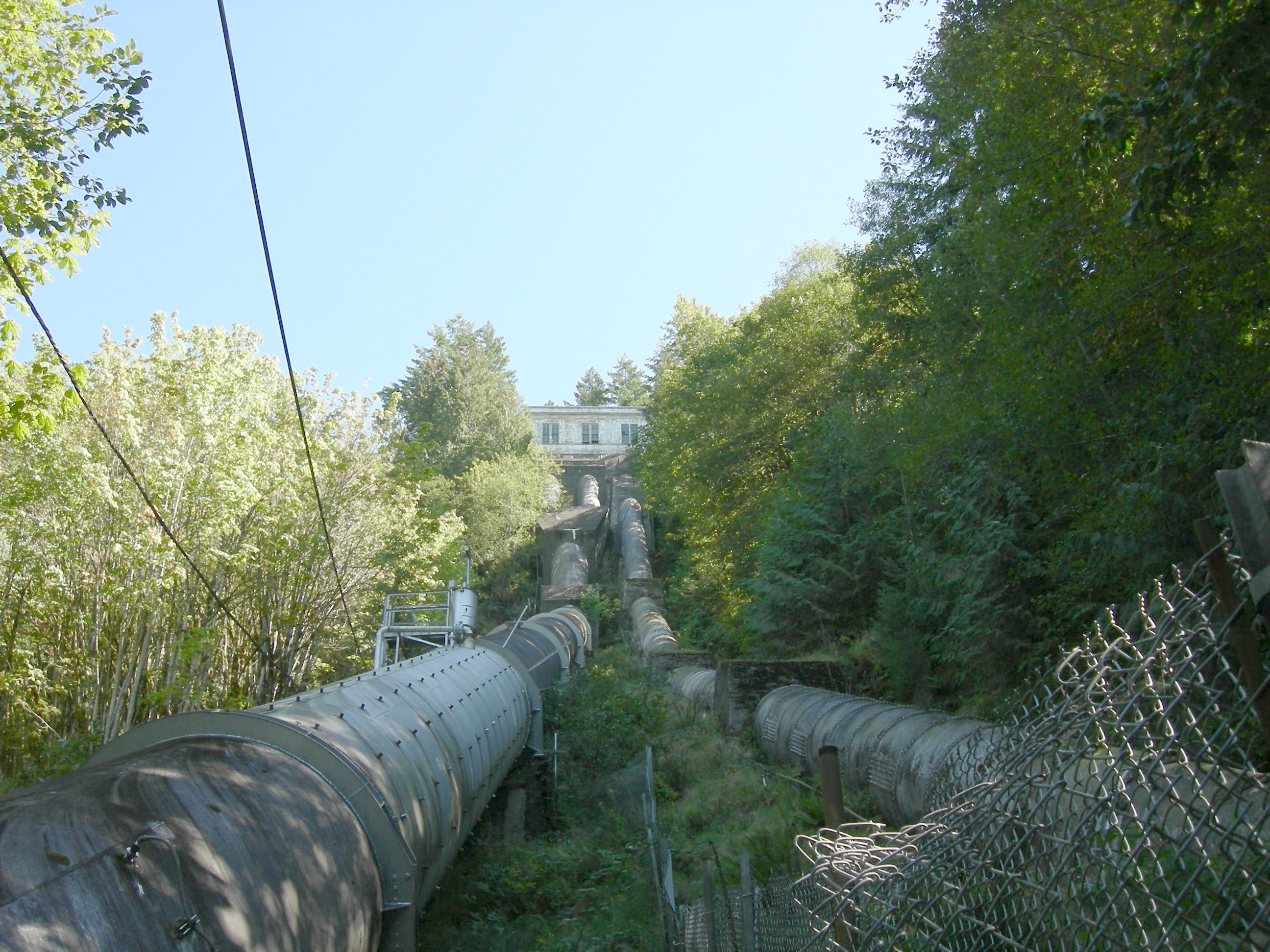
Fallrohre neben dem Wasserfall für die Anlage 1